# Lista över avsnitt av Doctor Who (2005–nutid)
Detta är en lista över avsnitt från den moderna eran av Doctor Who. Med början av återupplivandet av serien 2005 övergav man det traditionella äventyrsformatet till förmån för det mer fristående episodiska formatet, med enstaka multi-avsnitt och ett löst sammanhållet övergripande tema, i stil med amerikanska TV-serier som Buffy och vampyrerna eller The X-Files. Om inget annat anges så är de nya avsnitten 45-50 minuter långa.

## Översikt
Den följande tabellen länkar till säsonger och serier. Enskilda specialer är inte inkluderade i antalet avsnitt eller tittarsiffror.
| Säsong / Serie | Säsong / Serie | Era            | Doktor            | Äventyr | Avsnitt | Avsnitt | Originalvisning       | Originalvisning      | Genomsnittliga tittare (miljoner) |
| Säsong / Serie | Säsong / Serie | Era            | Doktor            | Äventyr | Avsnitt | Avsnitt | Första sändningsdatum | Sista sändningsdatum | Genomsnittliga tittare (miljoner) |
| -------------- | -------------- | -------------- | ----------------- | ------- | ------- | ------- | --------------------- | -------------------- | --------------------------------- |
|                | Säsong 1       | Klassiska eran | Första Doktorn    | 8       | 42      | 42      | 23 november 1963      | 12 september 1964    | 8.08                              |
|                | Säsong 2       | Klassiska eran | Första Doktorn    | 9       | 39      | 39      | 31 oktober 1964       | 24 juli 1965         | 10.46                             |
|                | Säsong 3       | Klassiska eran | Första Doktorn    | 10      | 45      | 45      | 11 september 1965     | 16 juli 1966         | 8.65                              |
|                | Säsong 4       | Klassiska eran | Andra Doktorn     | 9       | 43      | 43      | 10 september 1966     | 1 juli 1967          | 6.05                              |
|                | Säsong 5       | Klassiska eran | Andra Doktorn     | 7       | 40      | 40      | 2 september 1967      | 1 juni 1968          | 7.23                              |
|                | Säsong 6       | Klassiska eran | Andra Doktorn     | 7       | 44      | 44      | 10 augusti 1968       | 21 juni 1969         | 6.38                              |
|                | Säsong 7       | Klassiska eran | Tredje Doktorn    | 4       | 25      | 25      | 3 januari 1970        | 20 juni 1970         | 7.17                              |
|                | Säsong 8       | Klassiska eran | Tredje Doktorn    | 5       | 25      | 25      | 2 januari 1971        | 19 juni 1971         | 7.96                              |
|                | Säsong 9       | Klassiska eran | Tredje Doktorn    | 5       | 26      | 26      | 1 januari 1972        | 24 juni 1972         | 8.30                              |
|                | Säsong 10      | Klassiska eran | Tredje Doktorn    | 5       | 26      | 26      | 30 december 1972      | 23 juni 1973         | 8.87                              |
|                | Säsong 11      | Klassiska eran | Tredje Doktorn    | 5       | 26      | 26      | 15 december 1973      | 8 juni 1974          | 8.78                              |
|                | Säsong 12      | Klassiska eran | Fjärde Doktorn    | 5       | 20      | 20      | 28 december 1974      | 10 maj 1975          | 10.00                             |
|                | Säsong 13      | Klassiska eran | Fjärde Doktorn    | 6       | 26      | 26      | 30 augusti 1975       | 6 mars 1976          | 10.14                             |
|                | Säsong 14      | Klassiska eran | Fjärde Doktorn    | 6       | 26      | 26      | 4 september 1976      | 2 april 1977         | 11.08                             |
|                | Säsong 15      | Klassiska eran | Fjärde Doktorn    | 6       | 26      | 26      | 3 september 1977      | 11 mars 1978         | 8.98                              |
|                | Säsong 16      | Klassiska eran | Fjärde Doktorn    | 6       | 26      | 26      | 2 september 1978      | 24 februari 1979     | 8.61                              |
|                | Säsong 17      | Klassiska eran | Fjärde Doktorn    | 5       | 20      | 20      | 1 september 1979      | 12 januari 1980      | 11.21                             |
|                | Säsong 18      | Klassiska eran | Fjärde Doktorn    | 7       | 28      | 28      | 30 augusti 1980       | 21 mars 1981         | 5.82                              |
|                | Säsong 19      | Klassiska eran | Femte Doktorn     | 7       | 26      | 26      | 4 januari 1982        | 30 mars 1982         | 9.24                              |
|                | Säsong 20      | Klassiska eran | Femte Doktorn     | 6       | 22      | 22      | 4 januari 1983        | 16 mars 1983         | 7.03                              |
|                | Säsong 21      | Klassiska eran | Femte Doktorn     | 7       | 24      | 24      | 5 januari 1984        | 30 mars 1984         | 7.14                              |
|                | Säsong 22      | Klassiska eran | Sjätte Doktorn    | 6       | 13      | 13      | 5 januari 1985        | 30 mars 1985         | 7.12                              |
|                | Säsong 23      | Klassiska eran | Sjätte Doktorn    | 4       | 14      | 14      | 6 september 1986      | 6 december 1986      | 4.81                              |
|                | Säsong 24      | Klassiska eran | Sjunde Doktorn    | 4       | 14      | 14      | 7 september 1987      | 7 december 1987      | 4.94                              |
|                | Säsong 25      | Klassiska eran | Sjunde Doktorn    | 4       | 14      | 14      | 5 oktober 1988        | 4 januari 1989       | 5.34                              |
|                | Säsong 26      | Klassiska eran | Sjunde Doktorn    | 4       | 14      | 14      | 6 september 1989      | 6 december 1989      | 4.15                              |
|                | TV-film        | TV-film        | Åttonde Doktorn   | 1       | 1       | 1       | 12 maj 1996           | 12 maj 1996          | 9.08                              |
|                | Serie 1        | Moderna eran   | Nionde Doktorn    | 10      | 13      | 13      | 26 mars 2005          | 18 juni 2005         | 7.95                              |
|                | Serie 2        | Moderna eran   | Tionde Doktorn    | 10      | 13      | 13      | 15 april 2006         | 8 juli 2006          | 7.71                              |
|                | Serie 3        | Moderna eran   | Tionde Doktorn    | 9       | 13      | 13      | 31 mars 2007          | 30 juni 2007         | 7.55                              |
|                | Serie 4        | Moderna eran   | Tionde Doktorn    | 10      | 13      | 13      | 5 april 2008          | 5 juli 2008          | 8.05                              |
|                | Specialer      | Moderna eran   | Tionde Doktorn    | 4       | 5       | 5       | 25 december 2008      | 1 januari 2010       | 11.50                             |
|                | Serie 5        | Moderna eran   | Elfte Doktorn     | 10      | 13      | 13      | 3 april 2010          | 26 juni 2010         | 7.73                              |
|                | Serie 6        | Moderna eran   | Elfte Doktorn     | 11      | 13      | 13      | 23 april 2011         | 1 oktober 2011       | 7.52                              |
|                | Serie 7        | Moderna eran   | Elfte Doktorn     | 13      | 13      | 13      | 1 september 2012      | 18 maj 2013          | 7.44                              |
|                | Specialer      | Moderna eran   | Elfte Doktorn     | 2       | 2       | 2       | 23 november 2013      | 25 december 2013     | 11.97                             |
|                | Serie 8        | Moderna eran   | Tolfte Doktorn    | 11      | 12      | 12      | 23 augusti 2014       | 8 november 2014      | 7.26                              |
|                | Serie 9        | Moderna eran   | Tolfte Doktorn    | 9       | 12      | 12      | 19 september 2015     | 5 december 2015      | 6.03                              |
|                | Serie 10       | Moderna eran   | Tolfte Doktorn    | 11      | 12      | 12      | 15 april 2017         | 1 juli 2017          | 5.45                              |
|                | Serie 11       | Moderna eran   | Trettonde Doktorn | 10      | 10      | 10      | 7 oktober 2018        | 9 december 2018      | 7.96                              |
|                | Serie 12       | Moderna eran   | Trettonde Doktorn | 8       | 10      | 10      | 1 januari 2020        | 1 mars 2020          | 5.40                              |
|                | Serie 13       | Moderna eran   | Trettonde Doktorn | 1       | 6       | 6       | 31 oktober 2021       | 5 december 2021      | 4.95                              |
|                | Specialer      | Moderna eran   | Trettonde Doktorn | 3       | 3       | 3       | 1 januari 2022        | 23 oktober 2022      | 4.39                              |
|                | Specialer      | Moderna eran   | Fjortonde Doktorn | 3       | 3       | 3       | 25 november 2023      | 9 december 2023      | 7.20                              |
|                | Serie 14       | Moderna eran   | Femtonde Doktorn  | 7       | 8       | 8       | 11 maj 2024           | 22 juni 2024         | 3.71                              |
|                | Serie 15       | Moderna eran   | Femtonde Doktorn  | 7       | 8       | 8       | 12 april 2025         | 31 maj 2025          | 3.17                              |

## Avsnitt

### Nionde Doktorn
Nionde Doktorn spelades av Christopher Eccleston.
År 2005 nylanserade BBC Doctor Who efter en 16-årig frånvaro från TV-serieformatet, med Russell T. Davies, Julie Gardner och Mal Young som chefsproducenter, och Phil Collinson som producent. Produktionteamet valde att låta säsongsnumreringen återgå till noll, men det finns fans som föredrar att referera till 2005 års säsong som säsong 27, 2006 år säsong som säsong 28, och så vidare. Trots den nya numreringen ansluter sig den nya serien till den ursprungliga kontinuiteten. Den nya seriens format är 16:9 widescreen, med en normal avsnittslängd på 45 minuter. För första gången sedan 1965–66 års säsong har varje avsnitt en individuell titel, trots att vissa historier spänner över flera avsnitt.

#### Säsong 27 (Serie 1) (2005)
2005 års säsong har ett övergripande tema som handlar om följderna av Tidskriget och den mystiska Stygga vargen. Den förebådar också ämnen som behandlas vidare i senare säsonger, som till exempel Torchwood och Rift.
| Historia | Serie | Titel                                         | Regissör    | Manus            | Tittarsiffror (miljoner) | AI | Originalvisning | Kod  |
| -------- | ----- | --------------------------------------------- | ----------- | ---------------- | ------------------------ | -- | --------------- | ---- |
| 157      | 1     | "Rose"                                        | Keith Boak  | Russell T Davies | 10.81                    | 81 | 26 mars 2005    | 1.1  |
| 158      | 2     | "The End of The World" "Jordens undergång"    | Euros Lyn   | Russell T Davies | 7.97                     | 79 | 2 april 2005    | 1.2  |
| 159      | 3     | "The Unquiet Dead" "De ljudliga döda"         | Euros Lyn   | Mark Gatiss      | 8.86                     | 80 | 9 april 2005    | 1.3  |
| 160a     | 4     | "Aliens of London" "Utomjordingarna i London" | Keith Boak  | Russell T Davies | 7.63                     | 81 | 16 april 2005   | 1.4  |
| 160b     | 5     | "World War Three" "Tredje världskriget"       | Keith Boak  | Russell T Davies | 7.98                     | 82 | 23 april 2005   | 1.5  |
| 161      | 6     | "Dalek"                                       | Joe Ahearne | Robert Shearman  | 8.63                     | 84 | 30 april 2005   | 1.6  |
| 162      | 7     | "The Long Game" "Det långa spelet"            | Brian Grant | Russell T Davies | 8.01                     | 81 | 7 maj 2005      | 1.7  |
| 163      | 8     | "Father's Day" "Fars Dag"                     | Joe Ahearne | Paul Cornell     | 8.06                     | 83 | 14 maj 2005     | 1.8  |
| 164a     | 9     | "The Empty Child" "Det tomma barnet"          | James Hawes | Steven Moffat    | 7.11                     | 84 | 21 maj 2005     | 1.9  |
| 164b     | 10    | "The Doctor Dances" "Doktorn Dansar"          | James Hawes | Steven Moffat    | 6.86                     | 85 | 28 maj 2005     | 1.10 |
| 165      | 11    | "Boomtown" "Stad i utveckling"                | Joe Ahearne | Russell T Davies | 7.68                     | 82 | 4 juni 2005     | 1.11 |
| 166a     | 12    | "Bad Wolf" "Stygga Vargen"                    | Joe Ahearne | Russell T Davies | 6.81                     | 85 | 11 juni 2005    | 1.12 |
| 166b     | 13    | "The Parting of the Ways" "Skilda Vägar"      | Joe Ahearne | Russell T Davies | 6.91                     | 89 | 18 juni 2005    | 1.13 |

### Tionde Doktorn
Tionde Doktorn spelades av David Tennant.

#### Säsong 28 (Serie 2) (2006)
Bakgrundshistorien till avläggaren Torchwood "planteras" i olika avsnitt under 2006 års säsong. Varje avsnitt hade en åtföljande TARDISODE ("TARDISnitt") på BBC:s hemsida.
| Julspecial (2005) |    |                             |               |                  |      |    |                  |      |
| 167               | –  | "The Christmas Invasion"    | James Hawes   | Russell T Davies | 9.84 | 84 | 25 december 2005 | 2X   |
| Serie             |    |                             |               |                  |      |    |                  |      |
| 168               | 1  | "New Earth"                 | James Hawes   | Russell T Davies | 8.62 | 85 | 15 april 2006    | 2.1  |
| 169               | 2  | "Tooth and Claw"            | Euros Lyn     | Russell T Davies | 9.24 | 83 | 22 april 2006    | 2.2  |
| 170               | 3  | "School Reunion"            | James Hawes   | Toby Whithouse   | 8.31 | 85 | 29 april 2006    | 2.3  |
| 171               | 4  | "The Girl in the Fireplace" | Euros Lyn     | Steven Moffat    | 7.90 | 84 | 6 maj 2006       | 2.4  |
| 172a              | 5  | "Rise of the Cybermen"      | Graeme Harper | Tom MacRae       | 9.22 | 86 | 13 maj 2006      | 2.5  |
| 172b              | 6  | "The Age of Steel"          | Graeme Harper | Tom MacRae       | 7.63 | 86 | 20 maj 2006      | 2.6  |
| 173               | 7  | "The Idiot's Lantern"       | Euros Lyn     | Mark Gatiss      | 6.76 | 84 | 27 maj 2006      | 2.7  |
| 174a              | 8  | "The Impossible Planet"     | James Strong  | Matt Jones       | 6.32 | 85 | 3 juni 2006      | 2.8  |
| 174b              | 9  | "The Satan Pit"             | James Strong  | Matt Jones       | 6.08 | 86 | 10 juni 2006     | 2.9  |
| 175               | 10 | "Love & Monsters"           | Dan Zeff      | Russell T Davies | 6.66 | 76 | 17 juni 2006     | 2.10 |
| 176               | 11 | "Fear Her"                  | Euros Lyn     | Matthew Graham   | 7.14 | 83 | 24 juni 2006     | 2.11 |
| 177a              | 12 | "Army of Ghosts"            | Graeme Harper | Russell T Davies | 8.19 | 86 | 1 juli 2006      | 2.12 |
| 177b              | 13 | "Doomsday"                  | Graeme Harper | Russell T Davies | 8.22 | 89 | 8 juli 2006      | 2.13 |

#### Säsong 29 (Serie 3) (2007)
Denna säsong handlar om Ansiktets från Boe sista budskap och den mystiske Mr Saxon.
| Julspecial (2006) |    |                           |                  |                   |      |    |                  |      |
| 178               | –  | "The Runaway Bride"       | Euros Lyn        | Russell T Davies  | 9.35 | 84 | 25 december 2006 | 3X   |
| Serie             |    |                           |                  |                   |      |    |                  |      |
| 179               | 1  | "Smith and Jones"         | Charles Palmer   | Russell T Davies  | 8.71 | 88 | 31 mars 2007     | 3.1  |
| 180               | 2  | "The Shakespeare Code"    | Charles Palmer   | Gareth Roberts    | 7.23 | 87 | 7 april 2007     | 3.2  |
| 181               | 3  | "Gridlock"                | Richard Clark    | Russell T Davies  | 8.41 | 85 | 14 april 2007    | 3.3  |
| 182a              | 4  | "Daleks in Manhattan"     | James Strong     | Helen Raynor      | 6.69 | 86 | 21 april 2007    | 3.4  |
| 182b              | 5  | "Evolution of the Daleks" | James Strong     | Helen Raynor      | 6.97 | 85 | 28 april 2007    | 3.5  |
| 183               | 6  | "The Lazarus Experiment"  | Richard Clark    | Stephen Greenhorn | 7.19 | 86 | 5 maj 2007       | 3.6  |
| 184               | 7  | "42"                      | Graeme Harper    | Chris Chibnall    | 7.41 | 85 | 19 maj 2007      | 3.7  |
| 185a              | 8  | "Human Nature"            | Charles Palmer   | Paul Cornell      | 7.74 | 86 | 26 maj 2007      | 3.8  |
| 185b              | 9  | "The Family of Blood"     | Charles Palmer   | Paul Cornell      | 7.21 | 86 | 2 juni 2007      | 3.9  |
| 186               | 10 | "Blink"                   | Hettie MacDonald | Steven Moffat     | 6.62 | 87 | 9 juni 2007      | 3.10 |
| 187a              | 11 | "Utopia"                  | Graeme Harper    | Russell T Davies  | 7.84 | 87 | 16 juni 2007     | 3.11 |
| 187b              | 12 | "The Sound of Drums"      | Colin Teague     | Russell T Davies  | 7.51 | 87 | 23 juni 2007     | 3.12 |
| 187c              | 13 | "Last of the Time Lords"  | Colin Teague     | Russell T Davies  | 8.61 | 88 | 30 juni 2007     | 3.13 |

#### Säsong 30 (Serie 4) (2008)
| Julspecial (2007) |    |                            |                   |                   |       |    |                  |      |
| 188               | –  | "Voyage of the Damned"     | James Strong      | Russell T Davies  | 13.31 | 86 | 25 december 2007 | 4X   |
| Serie             |    |                            |                   |                   |       |    |                  |      |
| 189               | 1  | "Partners in Crime"        | James Strong      | Russell T Davies  | 9.14  | 88 | 5 april 2008     | 4.1  |
| 190               | 2  | "The Fires of Pompeii"     | Colin Teague      | James Moran       | 9.04  | 87 | 12 april 2008    | 4.3  |
| 191               | 3  | "Planet of the Ood"        | Graeme Harper     | Keith Temple      | 7.50  | 87 | 19 april 2008    | 4.2  |
| 192a              | 4  | "The Sontaran Stratagem"   | Douglas Mackinnon | Helen Raynor      | 7.06  | 87 | 26 april 2008    | 4.4  |
| 192b              | 5  | "The Poison Sky"           | Douglas Mackinnon | Helen Raynor      | 6.53  | 88 | 3 maj 2008       | 4.5  |
| 193               | 6  | "The Doctor's Daughter"    | Alice Troughton   | Stephen Greenhorn | 7.33  | 88 | 10 maj 2008      | 4.6  |
| 194               | 7  | "The Unicorn and the Wasp" | Graeme Harper     | Gareth Roberts    | 8.41  | 86 | 17 maj 2008      | 4.7  |
| 195a              | 8  | "Silence in the Library"   | Euros Lyn         | Steven Moffat     | 6.27  | 89 | 31 maj 2008      | 4.9  |
| 195b              | 9  | "Forest of the Dead"       | Euros Lyn         | Steven Moffat     | 7.84  | 89 | 7 juni 2008      | 4.10 |
| 196               | 10 | "Midnight"                 | Alice Troughton   | Russell T Davies  | 8.05  | 86 | 14 juni 2008     | 4.8  |
| 197               | 11 | "Turn Left"                | Graeme Harper     | Russell T Davies  | 8.09  | 88 | 21 juni 2008     | 4.11 |
| 198a              | 12 | "The Stolen Earth"         | Graeme Harper     | Russell T Davies  | 8.78  | 91 | 28 juni 2008     | 4.12 |
| 198b              | 13 | "Journey's End"            | Graeme Harper     | Russell T Davies  | 10.57 | 91 | 5 juli 2008      | 4.13 |

#### Specialavsnitt (2008–2010)
Från och med avsnittet "Planet of the Dead", började serien att produceras i HD. Susie Liggat producerade avsnittet "The Next Doctor", medan Nikki Wilson producerade "The Waters of Mars" och Tracie Simpson producerade "Planet of the Dead" och The End of Time. Av praktiska skäl fortsatte dessa specialer att använda sig av samma produktionskoder som serie 4.
| Historia | Serie | Titel                | Regissör      | Manus                             | Tittarsiffror (miljoner) | AI   | Originalvisning                | Kod      |
| -------- | ----- | -------------------- | ------------- | --------------------------------- | ------------------------ | ---- | ------------------------------ | -------- |
| 199      | 1     | "The Next Doctor"    | Andy Goddard  | Russell T Davies                  | 13.10                    | 86   | 25 december 2008               | 4.14     |
| 200      | 2     | "Planet of the Dead" | James Strong  | Russell T Davies & Gareth Roberts | 9.75                     | 88   | 11 april 2009                  | 4.15     |
| 201      | 3     | "The Waters of Mars" | Graeme Harper | Russell T Davies & Phil Ford      | 10.32                    | 88   | 15 november 2009               | 4.16     |
| 202      | 45    | The End of Time      | Euros Lyn     | Russell T Davies                  | 12.0412.27               | 8789 | 25 december 20091 januari 2010 | 4.174.18 |

### Elfte Doktorn
Elfte Doktorn spelades av Matt Smith.

#### Säsong 31 (Serie 5) (2010)
| Historia | Serie | Titel                    | Regissör           | Manus          | Tittarsiffror (miljoner) | AI | Originalvisning | Kod  |
| -------- | ----- | ------------------------ | ------------------ | -------------- | ------------------------ | -- | --------------- | ---- |
| 203      | 1     | "The Eleventh Hour"      | Adam Smith         | Steven Moffat  | 10.09                    | 86 | 3 april 2010    | 1.1  |
| 204      | 2     | "The Beast Below"        | Andrew Gunn        | Steven Moffat  | 8.42                     | 86 | 10 april 2010   | 1.2  |
| 205      | 3     | "Victory of the Daleks"  | Andrew Gunn        | Mark Gatiss    | 8.21                     | 84 | 17 april 2010   | 1.3  |
| 206a     | 4     | "The Time of Angels"     | Adam Smith         | Steven Moffat  | 8.59                     | 87 | 24 april 2010   | 1.4  |
| 206b     | 5     | "Flesh and Stone"        | Adam Smith         | Steven Moffat  | 8.50                     | 86 | 1 maj 2010      | 1.5  |
| 207      | 6     | "The Vampires of Venice" | Jonny Campbell     | Toby Whithouse | 7.68                     | 86 | 8 maj 2010      | 1.6  |
| 208      | 7     | "Amy's Choice"           | Catherine Morshead | Simon Nye      | 7.55                     | 84 | 15 maj 2010     | 1.7  |
| 209a     | 8     | "The Hungry Earth"       | Ashley Way         | Chris Chibnall | 6.49                     | 86 | 22 maj 2010     | 1.8  |
| 209b     | 9     | "Cold Blood"             | Ashley Way         | Chris Chibnall | 7.49                     | 85 | 29 maj 2010     | 1.9  |
| 210      | 10    | "Vincent and the Doctor" | Jonny Campbell     | Richard Curtis | 6.76                     | 86 | 5 juni 2010     | 1.10 |
| 211      | 11    | "The Lodger"             | Catherine Morshead | Gareth Roberts | 6.44                     | 87 | 12 juni 2010    | 1.11 |
| 212a     | 12    | "The Pandorica Opens"    | Toby Haynes        | Steven Moffat  | 7.57                     | 88 | 19 juni 2010    | 1.12 |
| 212b     | 13    | "The Big Bang"           | Toby Haynes        | Steven Moffat  | 6.70                     | 89 | 26 juni 2010    | 1.13 |

#### Säsong 32 (Serie 6) (2011)
| Julspecial (2010) |    |                               |                |                  |       |    |                   |      |
| 213               | –  | "A Christmas Carol"           | Toby Haynes    | Steven Moffat    | 12.11 | 83 | 25 december 2010  | 2.X  |
| Del 1             |    |                               |                |                  |       |    |                   |      |
| 214a              | 1  | "The Impossible Astronaut"    | Toby Haynes    | Steven Moffat    | 8.86  | 88 | 23 april 2011     | 2.1  |
| 214b              | 2  | "Day of the Moon"             | Toby Haynes    | Steven Moffat    | 7.30  | 87 | 30 april 2011     | 2.2  |
| 215               | 3  | "The Curse of the Black Spot" | Jeremy Webb    | Stephen Thompson | 7.85  | 86 | 7 maj 2011        | 2.9  |
| 216               | 4  | "The Doctor's Wife"           | Richard Clark  | Neil Gaiman      | 7.97  | 87 | 14 maj 2011       | 2.3  |
| 217a              | 5  | "The Rebel Flesh"             | Julian Simpson | Matthew Graham   | 7.35  | 85 | 21 maj 2011       | 2.5  |
| 217b              | 6  | "The Almost People"           | Julian Simpson | Matthew Graham   | 6.72  | 86 | 28 maj 2011       | 2.6  |
| 218               | 7  | "A Good Man Goes to War"      | Peter Hoar     | Steven Moffat    | 7.51  | 88 | 4 juni 2011       | 2.7  |
| Del 2             |    |                               |                |                  |       |    |                   |      |
| 219               | 8  | "Let's Kill Hitler"           | Richard Senior | Steven Moffat    | 8.10  | 85 | 27 augusti 2011   | 2.8  |
| 220               | 9  | "Night Terrors"               | Richard Clark  | Mark Gatiss      | 7.07  | 86 | 3 september 2011  | 2.4  |
| 221               | 10 | "The Girl Who Waited"         | Nick Hurran    | Tom MacRae       | 7.60  | 85 | 10 september 2011 | 2.10 |
| 222               | 11 | "The God Complex"             | Nick Hurran    | Toby Whithouse   | 6.77  | 86 | 17 september 2011 | 2.11 |
| 223               | 12 | "Closing Time"                | Steve Hughes   | Gareth Roberts   | 6.93  | 86 | 24 september 2011 | 2.12 |
| 224               | 13 | "The Wedding of River Song"   | Jeremy Webb    | Steven Moffat    | 7.67  | 86 | 1 oktober 2011    | 2.13 |

#### Säsong 33 (Serie 7) (2012–2013)
| Julspecial (2011) |    |                                          |                    |                  |       |    |                   |
| 225               | –  | "The Doctor, the Widow and the Wardrobe" | Farren Blackburn   | Steven Moffat    | 10.77 | 84 | 25 december 2011  |
| Del 1             |    |                                          |                    |                  |       |    |                   |
| 226               | 1  | "Asylum of the Daleks"                   | Nick Hurran        | Steven Moffat    | 8.33  | 89 | 1 september 2012  |
| 227               | 2  | "Dinosaurs on a Spaceship"               | Saul Metzstein     | Chris Chibnall   | 7.57  | 87 | 8 september 2012  |
| 228               | 3  | "A Town Called Mercy"                    | Saul Metzstein     | Toby Whithouse   | 8.42  | 85 | 15 september 2012 |
| 229               | 4  | "The Power of Three"                     | Douglas Mackinnon  | Chris Chibnall   | 7.67  | 87 | 22 september 2012 |
| 230               | 5  | "The Angels Take Manhattan"              | Nick Hurran        | Steven Moffat    | 7.82  | 88 | 29 september 2012 |
| Julspecial (2012) |    |                                          |                    |                  |       |    |                   |
| 231               | –  | "The Snowmen"                            | Saul Metzstein     | Steven Moffat    | 9.87  | 87 | 25 december 2012  |
| Del 2             |    |                                          |                    |                  |       |    |                   |
| 232               | 6  | "The Bells of Saint John"                | Colm McCarthy      | Steven Moffat    | 8.44  | 87 | 30 mars 2013      |
| 233               | 7  | "The Rings of Akhaten"                   | Farren Blackburn   | Neil Cross       | 7.45  | 84 | 6 april 2013      |
| 234               | 8  | "Cold War"                               | Douglas Mackinnon  | Mark Gatiss      | 7.37  | 84 | 13 april 2013     |
| 235               | 9  | "Hide"                                   | Jamie Payne        | Neil Cross       | 6.61  | 85 | 20 april 2013     |
| 236               | 10 | "Journey to the Centre of the TARDIS"    | Mat King           | Stephen Thompson | 6.50  | 85 | 27 april 2013     |
| 237               | 11 | "The Crimson Horror"                     | Saul Metzstein     | Mark Gatiss      | 6.47  | 85 | 4 maj 2013        |
| 238               | 12 | "Nightmare in Silver"                    | Stephen Woolfenden | Neil Gaiman      | 6.64  | 84 | 11 maj 2013       |
| 239               | 13 | "The Name of the Doctor"                 | Saul Metzstein     | Steven Moffat    | 7.45  | 88 | 18 maj 2013       |

#### Specialavsnitt (2013)
| Historia | Serie | Titel                    | Regissör    | Manus         | Tittarsiffror (miljoner) | AI | Originalvisning  |
| -------- | ----- | ------------------------ | ----------- | ------------- | ------------------------ | -- | ---------------- |
| 240      | 1     | "The Day of the Doctor"  | Nick Hurran | Steven Moffat | 12.80                    | 88 | 23 november 2013 |
| 241      | 2     | "The Time of the Doctor" | Jamie Payne | Steven Moffat | 11.14                    | 83 | 25 december 2013 |

### Tolfte Doktorn
Tolfte Doktorn spelades av Peter Capaldi.

#### Säsong 34 (Serie 8) (2014)
| Historia | Serie | Titel                         | Regissör          | Manus                            | Tittarsiffror (miljoner) | AI | Originalvisning   |
| -------- | ----- | ----------------------------- | ----------------- | -------------------------------- | ------------------------ | -- | ----------------- |
| 242      | 1     | "Deep Breath"                 | Ben Wheatley      | Steven Moffat                    | 9.17                     | 82 | 23 augusti 2014   |
| 243      | 2     | "Into the Dalek"              | Ben Wheatley      | Phil Ford & Steven Moffat        | 7.29                     | 84 | 30 augusti 2014   |
| 244      | 3     | "Robot of Sherwood"           | Paul Murphy       | Mark Gatiss                      | 7.28                     | 82 | 6 september 2014  |
| 245      | 4     | "Listen"                      | Douglas Mackinnon | Steven Moffat                    | 7.01                     | 82 | 13 september 2014 |
| 246      | 5     | "Time Heist"                  | Douglas Mackinnon | Stephen Thompson & Steven Moffat | 6.99                     | 84 | 20 september 2014 |
| 247      | 6     | "The Caretaker"               | Paul Murphy       | Gareth Roberts & Steven Moffat   | 6.82                     | 83 | 27 september 2014 |
| 248      | 7     | "Kill the Moon"               | Paul Wilmshurst   | Peter Harness                    | 6.91                     | 82 | 4 oktober 2014    |
| 249      | 8     | "Mummy on the Orient Express" | Paul Wilmshurst   | Jamie Mathieson                  | 7.11                     | 85 | 11 oktober 2014   |
| 250      | 9     | "Flatline"                    | Douglas Mackinnon | Jamie Mathieson                  | 6.71                     | 85 | 18 oktober 2014   |
| 251      | 10    | "In the Forest of the Night"  | Sheree Folkson    | Frank Cottrell-Boyce             | 6.92                     | 83 | 25 oktober 2014   |
| 252a     | 11    | "Dark Water"                  | Rachel Talalay    | Steven Moffat                    | 7.34                     | 85 | 1 november 2014   |
| 252b     | 12    | "Death in Heaven"             | Rachel Talalay    | Steven Moffat                    | 7.60                     | 83 | 8 november 2014   |

#### Säsong 35 (Serie 9) (2015)
| Julspecial (2014) |    |                              |                   |                                 |      |    |                   |
| 253               | –  | "Last Christmas"             | Paul Wilmshurst   | Steven Moffat                   | 8.28 | 82 | 25 december 2014  |
| Serie             |    |                              |                   |                                 |      |    |                   |
| 254a              | 1  | "The Magician's Apprentice"  | Hettie MacDonald  | Steven Moffat                   | 6.54 | 84 | 19 september 2015 |
| 254b              | 2  | "The Witch's Familiar"       | Hettie MacDonald  | Steven Moffat                   | 5.71 | 83 | 26 september 2015 |
| 255a              | 3  | "Under the Lake"             | Daniel O'Hara     | Toby Whithouse                  | 5.63 | 84 | 3 oktober 2015    |
| 255b              | 4  | "Before the Flood"           | Daniel O'Hara     | Toby Whithouse                  | 6.05 | 83 | 10 oktober 2015   |
| 256               | 5  | "The Girl Who Died"          | Ed Bazalgette     | Jamie Mathieson & Steven Moffat | 6.56 | 82 | 17 oktober 2015   |
| 257               | 6  | "The Woman Who Lived"        | Ed Bazalgette     | Catherine Tregenna              | 6.11 | 81 | 24 oktober 2015   |
| 258a              | 7  | "The Zygon Invasion"         | Daniel Nettheim   | Peter Harness                   | 5.76 | 82 | 31 oktober 2015   |
| 258b              | 8  | "The Zygon Inversion"        | Daniel Nettheim   | Peter Harness & Steven Moffat   | 6.03 | 84 | 7 november 2015   |
| 259               | 9  | "Sleep No More"              | Justin Molotnikov | Mark Gatiss                     | 5.61 | 78 | 14 november 2015  |
| 260               | 10 | "Face the Raven"             | Justin Molotnikov | Sarah Dollard                   | 6.05 | 84 | 21 november 2015  |
| 261               | 11 | "Heaven Sent"                | Rachel Talalay    | Steven Moffat                   | 6.19 | 80 | 28 november 2015  |
| 262               | 12 | "Hell Bent"                  | Rachel Talalay    | Steven Moffat                   | 6.17 | 82 | 5 december 2015   |
| Julspecial (2015) |    |                              |                   |                                 |      |    |                   |
| 263               | –  | "The Husbands of River Song" | Douglas Mackinnon | Steven Moffat                   | 7.69 | 82 | 25 december 2015  |

#### Säsong 36 (Serie 10) (2017)
| Julspecial (2016) |    |                                       |                 |                               |      |    |                  |
| 264               | –  | "The Return of Doctor Mysterio"       | Ed Bazalgette   | Steven Moffat                 | 7.83 | 82 | 25 december 2016 |
| Serie             |    |                                       |                 |                               |      |    |                  |
| 265               | 1  | "The Pilot"                           | Lawrence Gough  | Steven Moffat                 | 6.68 | 83 | 15 april 2017    |
| 266               | 2  | "Smile"                               | Lawrence Gough  | Frank Cottrell-Boyce          | 5.98 | 83 | 22 april 2017    |
| 267               | 3  | "Thin Ice"                            | Bill Anderson   | Sarah Dollard                 | 5.61 | 84 | 29 april 2017    |
| 268               | 4  | "Knock Knock"                         | Bill Anderson   | Mike Bartlett                 | 5.73 | 83 | 6 maj 2017       |
| 269               | 5  | "Oxygen"                              | Charles Palmer  | Jamie Mathieson               | 5.27 | 83 | 13 maj 2017      |
| 270               | 6  | "Extremis"                            | Daniel Nettheim | Steven Moffat                 | 5.53 | 82 | 20 maj 2017      |
| 271               | 7  | "The Pyramid at the End of the World" | Daniel Nettheim | Peter Harness & Steven Moffat | 5.79 | 82 | 27 maj 2017      |
| 272               | 8  | "The Lie of the Land"                 | Wayne Yip       | Toby Whithouse                | 4.82 | 82 | 3 juni 2017      |
| 273               | 9  | "Empress of Mars"                     | Wayne Yip       | Mark Gatiss                   | 5.02 | 83 | 10 juni 2017     |
| 274               | 10 | "The Eaters of Light"                 | Charles Palmer  | Rona Munro                    | 4.73 | 81 | 17 juni 2017     |
| 275a              | 11 | "World Enough and Time"               | Rachel Talalay  | Steven Moffat                 | 5.00 | 85 | 24 juni 2017     |
| 275b              | 12 | "The Doctor Falls"                    | Rachel Talalay  | Steven Moffat                 | 5.29 | 83 | 1 juli 2017      |
| Julspecial (2017) |    |                                       |                 |                               |      |    |                  |
| 276               | –  | "Twice Upon a Time"                   | Rachel Talalay  | Steven Moffat                 | 7.92 | 81 | 25 december 2017 |

### Trettonde Doktorn
Trettonde Doktorn spelades av Jodie Whittaker.

#### Säsong 37 (Serie 11) (2018)
| 277                 | 1  | "The Woman Who Fell to Earth"     | Jamie Childs      | Chris Chibnall                    | 10.96 | 83 | 7 oktober 2018   |
| 278                 | 2  | "The Ghost Monument"              | Mark Tonderai     | Chris Chibnall                    | 9.00  | 82 | 14 oktober 2018  |
| 279                 | 3  | "Rosa"                            | Mark Tonderai     | Malorie Blackman & Chris Chibnall | 8.41  | 83 | 21 oktober 2018  |
| 280                 | 4  | "Arachnids in the UK"             | Sallie Aprahamian | Chris Chibnall                    | 8.22  | 83 | 28 oktober 2018  |
| 281                 | 5  | "The Tsuranga Conundrum"          | Jennifer Perrott  | Chris Chibnall                    | 7.76  | 79 | 4 november 2018  |
| 282                 | 6  | "Demons of the Punjab"            | Jamie Childs      | Vinay Patel                       | 7.48  | 80 | 11 november 2018 |
| 283                 | 7  | "Kerblam!"                        | Jennifer Perrott  | Pete McTighe                      | 7.46  | 81 | 18 november 2018 |
| 284                 | 8  | "The Witchfinders"                | Sallie Aprahamian | Jou Wilkinson                     | 7.21  | 81 | 25 november 2018 |
| 285                 | 9  | "It Takes You Away"               | Jamie Childs      | Ed Hime                           | 6.42  | 80 | 2 december 2018  |
| 286                 | 10 | "The Battle of Ranskoor Av Kolos" | Jamie Childs      | Chris Chibnall                    | 6.65  | 79 | 9 december 2018  |
| Nyårsspecial (2019) |    |                                   |                   |                                   |       |    |                  |
| 287                 | –  | "Resolution"                      | Wayne Yip         | Chris Chibnall                    | 7.13  | 80 | 1 januari 2019   |

#### Säsong 38 (Serie 12) (2020)
| 288                 | 12 | "Spyfall"                        | Jamie Magnus StoneLee Haven Jones | Chris Chibnall                  | 6.896.07 | 82 | 1 januari 20205 januari 2020 |
| 289                 | 3  | "Orphan 55"                      | Lee Haven Jones                   | Ed Hime                         | 5.38     | 77 | 12 januari 2020              |
| 290                 | 4  | "Nikola Tesla's Night of Terror" | Nida Manzoor                      | Nina Metivier                   | 5.20     | 79 | 19 januari 2020              |
| 291                 | 5  | "Fugitive of the Judoon"         | Nida Manzoor                      | Vinay Patel & Chris Chibnall    | 5.57     | 83 | 26 januari 2020              |
| 292                 | 6  | "Praxeus"                        | Jamie Magnus Stone                | Pete McTighe & Chris Chibnall   | 5.22     | 78 | 2 februari 2020              |
| 293                 | 7  | "Can You Hear Me?"               | Emma Sullivan                     | Charlene James & Chris Chibnall | 4.90     | 78 | 9 februari 2020              |
| 294                 | 8  | "The Haunting of Villa Diodati"  | Emma Sullivan                     | Maxine Alderton                 | 5.07     | 80 | 16 februari 2020             |
| 295a                | 9  | "Ascension of the Cybermen"      | Jamie Magnus Stone                | Chris Chibnall                  | 4.99     | 81 | 23 februari 2020             |
| 295b                | 10 | "The Timeless Children"          | Jamie Magnus Stone                | Chris Chibnall                  | 4.69     | 82 | 1 mars 2020                  |
| Nyårsspecial (2021) |    |                                  |                                   |                                 |          |    |                              |
| 296                 | –  | "Revolution of the Daleks"       | Lee Haven Jones                   | Chris Chibnall                  | 6.36     | 79 | 1 januari 2021               |

#### Säsong 39 (Serie 13) (2021)
| Historia | Serie | Titel                      | Regissör           | Manus                            | Tittarsiffror (miljoner) | AI | Originalvisning  |
| -------- | ----- | -------------------------- | ------------------ | -------------------------------- | ------------------------ | -- | ---------------- |
| 297a     | 1     | "The Halloween Apocalypse" | Jamie Magnus Stone | Chris Chibnall                   | 5.81                     | 76 | 31 oktober 2021  |
| 297b     | 2     | "War of the Sontarans"     | Jamie Magnus Stone | Chris Chibnall                   | 5.13                     | 77 | 7 november 2021  |
| 297c     | 3     | "Once, Upon Time"          | Azhur Saleem       | Chris Chibnall                   | 4.70                     | 75 | 14 november 2021 |
| 297d     | 4     | "Village of the Angels"    | Jamie Magnus Stone | Chris Chibnall & Maxine Alderton | 4.57                     | 79 | 21 november 2021 |
| 297e     | 5     | "Survivors of the Flux"    | Azhur Saleem       | Chris Chibnall                   | 4.83                     | 77 | 28 november 2021 |
| 297f     | 6     | "The Vanquishers"          | Azhur Saleem       | Chris Chibnall                   | 4.64                     | 76 | 5 december 2021  |

#### Specialavsnitt (2022)
| Historia | Serie | Titel                      | Regissör           | Manus                      | Tittarsiffror (miljoner) | AI | Originalvisning |
| -------- | ----- | -------------------------- | ------------------ | -------------------------- | ------------------------ | -- | --------------- |
| 298      | 1     | "Eve of the Daleks"        | Annetta Laufer     | Chris Chibnall             | 4.40                     | 77 | 1 januari 2022  |
| 299      | 2     | "Legend of the Sea Devils" | Haolu Wang         | Ella Road & Chris Chibnall | 3.47                     | 76 | 17 april 2022   |
| 300      | 3     | "The Power of the Doctor"  | Jamie Magnus Stone | Chris Chibnall             | 5.30                     | 82 | 23 oktober 2022 |

### Fjortonde Doktorn
Fjortonde Doktorn spelades av David Tennant.

#### Specialavsnitt (2023)
| Historia | Serie | Titel              | Regissör       | Manus            | Tittarsiffror (miljoner) | AI | Originalvisning  |
| -------- | ----- | ------------------ | -------------- | ---------------- | ------------------------ | -- | ---------------- |
| 301      | 1     | "The Star Beast"   | Rachel Talalay | Russell T Davies | 7.61                     | 84 | 25 november 2023 |
| 302      | 2     | "Wild Blue Yonder" | Tom Kingsley   | Russell T Davies | 7.14                     | 83 | 2 december 2023  |
| 303      | 3     | "The Giggle"       | Chanya Button  | Russell T Davies | 6.85                     | 85 | 9 december 2023  |

### Femtonde Doktorn
Femtonde Doktorn spelas av Ncuti Gatwa.

#### Säsong 40 (Serie 14) (2024)
| Julspecial (2023) |   |                             |                       |                             |      |    |                  |
| 304               | – | "The Church on Ruby Road"   | Mark Tonderai         | Russell T Davies            | 7.49 | 82 | 25 december 2023 |
| Serie             |   |                             |                       |                             |      |    |                  |
| 305               | 1 | "Space Babies"              | Julie Anne Robinson   | Russell T Davies            | 4.01 | 75 | 11 maj 2024      |
| 306               | 2 | "The Devil's Chord"         | Ben Chessell          | Russell T Davies            | 3.91 | 77 | 11 maj 2024      |
| 307               | 3 | "Boom"                      | Julie Anne Robinson   | Steven Moffat               | 3.58 | 78 | 18 maj 2024      |
| 308               | 4 | "73 Yards"                  | Dylan Holmes Williams | Russell T Davies            | 4.06 | 77 | 25 maj 2024      |
| 309               | 5 | "Dot and Bubble"            | Dylan Holmes Williams | Russell T Davies            | 3.38 | 77 | 1 juni 2024      |
| 310               | 6 | "Rogue"                     | Ben Chessell          | Kate Herron & Briony Redman | 3.52 | 77 | 8 juni 2024      |
| 311a              | 7 | "The Legend of Ruby Sunday" | Jamie Donoughue       | Russell T Davies            | 3.50 | 81 | 15 juni 2024     |
| 311b              | 8 | "Empire of Death"           | Jamie Donoughue       | Russell T Davies            | 3.69 | 80 | 22 juni 2024     |

#### Säsong 41 (Serie 15) (2025)
| Julspecial (2024) |   |                                 |                    |                                         |      |     |                  |
| 312               | – | "Joy to the World"              | Alex Sanjiv Pillai | Steven Moffat                           | 5.91 | 76  | 25 december 2024 |
| Serie             |   |                                 |                    |                                         |      |     |                  |
| 313               | 1 | "The Robot Revolution"          | Peter Hoar         | Russell T Davies                        | 3.57 | TBA | 12 april 2025    |
| 314               | 2 | "Lux"                           | Amanda Brotchie    | Russell T Davies                        | 3.01 | TBA | 19 april 2025    |
| 315               | 3 | "The Well"                      | Amanda Brotchie    | Russell T Davies & Sharma Angel Walfall | 3.24 | TBA | 26 april 2025    |
| 316               | 4 | "Lucky Day"                     | Peter Hoar         | Pete McTighe                            | 2.80 | TBA | 3 maj 2025       |
| 317               | 5 | "The Story & the Engine"        | Makalla McPherson  | Inua Ellams                             | 2.70 | TBA | 10 maj 2025      |
| 318               | 6 | "The Interstellar Song Contest" | Ben A. Williams    | Juno Dawson                             | 3.75 | TBA | 17 maj 2025      |
| 319a              | 7 | "Wish World"                    | Alex Sanjiv Pillai | Russell T Davies                        | 2.86 | TBA | 24 maj 2025      |
| 319b              | 8 | "The Reality War"               | Alex Sanjiv Pillai | Russell T Davies                        | 3.44 | TBA | 31 maj 2025      |

## Gästskådespelare
Peter Davison, som spelade femte Doktorn 1982-84, gjorde ett gästspel i sin gamla roll i ett välgörenhetsavsnitt till förmån för Children in Need som sändes den 16 november 2007.
Kylie Minogue gästspelade som Astrid, en servitris ombord på Titanic, i julspecialavsnittet Voyage of the Damned, som sändes den 25 december 2007.  Veteranskådespelaren Bernard Cribbins gjorde också en cameo-roll i detta avsnitt.
Doktorn och Donna Noble kommer att träffa deckarförfattarinnan Agatha Christie.  Hennes roll kommer spelas av Fenella Woolgar i ett avsnitt som utspelar sig på 1920-talet, och den berömda skådespelerskan Felicity Kendal kommer att spela en biroll som Lady Clemency Eddison. 
En annan känd skådespelare, Tim McInnerny, mest känd för sina roller i  Svarte orm, Spooks  och filmen Notting Hill, kommer också att dyka upp serien, i avsnittet Planet of the Ood.
Andra skådespelare som kommer att synas i Planet of the Ood eller i Agatha Christie-avsnittet inkluderar Felicity Jones, Christopher Benjamin, Tom Goodman-Hill, Ian Barritt, David Quilter, Adam Rayner, Daniel King och Charlotte Eaton.
Doktorn och Donna kommer också att besökte Pompeji år 79 e.kr., strax innan Vesuvius' utbrott. Bland gästartisterna i detta avsnitt såg vi Peter Capaldi som Caecilius, Phil Davis som Lucius och Tracey Childs som Metella. Detta avsnitt ägnades en veckas filmning i Cinecittà-ateljéerna i Rom.
Russell T. Davies bekräftade också nyligen i en intervju att Jacqueline King och Howard Attfield skulle återkomma i rollerna som Sylvia och Geoff, Donnas föräldrar, i säsong fyra.
Den 2 oktober 2007 avslöjade BBC att Christopher Ryan (mest känd för sin roll som Mike i Hemma värst) kommer att spela en Sontaran-ledare.
I inledningsavsnittet till säsong 4 kommer vi att få se Sarah Lancashire som en mystisk och mäktig affärskvinna.